# スカンク・エイプ
スカンク・エイプ（Skunk Ape）はアメリカ合衆国、フロリダ州エバーグレーズ国立公園で目撃されている類人猿型の未確認動物（UMA）。

## 概要
スカンク・エイプは名前が表す通り、大変な異臭を放つ。外見はオランウータンに近く、褐色の体毛に覆われている。人間のように二足歩行で歩くことができる。名前の由来は、スカンク（skunk）のように臭い類人猿（ape）からである。

## 目撃例
- 初めて目撃されたのは19世紀初頭とされる[2]。
- 1960年代、フロリダ州東部にて褐色の体毛で覆われた生き物が出没するという情報が相次いだ[3]。
- 1998年、2000年にはやはりフロリダ州で発見、その姿を撮影されたとされる（本項目の写真は2000年に匿名の手紙と共に警察に届けられたという）。

## 考察
正体については、次のような仮説が立てられている。
- オランウータンの誤認。
- ギガントピテクスの生き残り。